# Bordic
Bordic (en francès Bourdic) és un municipi francès situat al departament del Gard i a la regió d'Occitània.